# شانزده قاعده بنیادی اسپرانتو
شانزده قاعدهٔ بنیادی اسپرانتو عبارتند از تنها قواعد زبان فراساخته‌ی اسپرانتو که در کتاب اول توسط سازندهٔ این زبان مشترک جهانی، دکتر لودویک زامنهوف، آمده است. هیج استثنائی در این قواعد وجود ندارد، و این در حالی است که زبان‌های طبیعی یا ملی به‌طور متوسط دارای بیش از ۱۵۰۰ قاعده‌اند که بسیاری از آن‌ها نیز با استثناهای فراوان روبرو هستند.
۱۶ قاعدهٔ بنیادی اسپرانتو به‌شرح زیر است:  
1. حرفِ‌تعریفِ نَکَره وجود ندارد: فقط حرف‌تعریفِ معرفهٔ "La" وجود دارد که برای مؤنث و مذکر، جمع و مفرد و حالات گوناگون اسم، یک‌سان به‌کار برده می‌شود.
2. اسامی پایانهٔ ―o دارند. برای ساختن جمع، پایانهٔ j― باید اضافه گردد. حالات اسم تنها دو نوع است: فاعلی و مفعولی؛ حالت اخیر، با افزودن پایانهٔ ―n به حالت فاعلی به‌دست می‌آید. بقیهٔ حالات اسم به‌کمک حروف اضافه بیان می‌شود (حالتِ اضافه با De، حالتِ مفعولِ‌باواسطه با Al، حالتِ مفعولٌ‌بِه با Per یا حروف اضافهٔ دیگر، بسته به معنیِ مورد نظر).
3. صفت به ―a ختم می‌شود. حالت جمع و مفرد آن مانند اسم است. صفت تفضیلی با واژهٔ pli و صفت عالی با کلمهٔ plej ساخته می‌شود؛ ادات مقایسه در صفت تفضیلی ol است.
4. اعداد اصلی (که صرف نمی‌شود) عبارت است از:unu, du, tri, kvar, kvin, ses, sep, ok, naŭ, dek, cent, mil. اعداد دهگان و صدگان، از ترکیب سادهٔ اعداد ساخته می‌شود. برای مشخص کردن اعداد ترتیبی، پایانهٔ صفت به عدد اضافه می‌شود، برای اعداد ضربی پسوند ―obl-، برای اعداد کسری ―on-، برای اعداد توزیعی ―op- و جهت نشان دادن مقدار، واژهٔ Po استفاده می‌گردد. علاوه بر موارد ذکر شده، اعداد می‌تواند به‌صورت اسم یا قید هم مورد استفاده قرار گیرد.
5. ضمایر شخصی عبارت است از: mi, vi, li, ŝi, ĝi, si, ni, vi, ili, oni ضمایر ملکی، با افزودن پایانهٔ صفت بدست می‌آید. صَرفِ آن‌ها، همانند اسامی است.
6. فعل، بنابر اشخاص متفاوت، و جمع و مفرد بودن، تغییر نمی‌یابد. اشکال فعل عبارت است از: زمان حال، با پایانهٔ ―as؛ زمان گذشته با ―is؛ زمان آینده، ―os؛ شکل شرطی، ―us؛ شکل امری، ―u و شکل مصدری، دارای پایانهٔ ―i است. حالت‌های فاعلی و مفعولی (با معنی وصفی یا قیدی): زمان حال معلوم با پسوند ―ant-؛ گذشتهٔ معلوم، ―int-؛ آیندهٔ معلوم، ―ont-؛ حال مجهول، ―at-؛ گذشتهٔ مجهول، ―it و آیندهٔ مجهول با ―ot- بیان می‌شود. همهٔ اشکال مجهول با کمک شکل مناسب فعل بودن، و حالت وصفی حالت مفعولی فعل مورد نظر، ساخته می‌شود؛ حرف‌اضافه در مجهول de است.
7. قیدها به ―e ختم می‌شوند؛ درجات مقایسه‌ای آن‌ها، همانند صفت‌ها است.
8. تمامیِ حروف‌اضافه، به‌خودی خود، حالت فاعلی اسم را طلب می‌کند.
9. هر واژه همان‌گونه خوانده می‌شود، که نوشته شده است.
10. تِکیه (آکسان)، همیشه بر روی سیلابِ (بخشِ) ما قبل آخرِ کلمه است.
11. واژه‌های مرکب، به‌وسیلهٔ ترکیب سادهٔ لغات شکل می‌گیرد (کلمهٔ اصلی در انتهای واژه قرار می‌گیرد)؛ پایانه‌های دستوری نیز، حکم کلمه‌های مستقل را دارند.
12. هنگامی که کلمهٔ نفی دیگری وجود داشته باشد، واژهٔ Ne حذف می‌گردد.
13. برای نشان دادن جهتِ حرکت، واژه‌ها پایانهٔ مفعولی به خود می‌گیرند.
14. هر حرف‌اضافه، دارایِ معنیِ مشخص و ثابت است؛ ولی اگر باید از حرفِ‌اضافه‌ای استفاده کنیم، اما هیچ‌کدام از حروفِ اضافهٔ دیگر معنیِ دقیقِ موردِ نظر را نشان نمی‌دهد، باید حرف‌اضافهٔ Je را مورد استفاده قرار دهیم که معنیِ مستقلی ندارد. به‌جای حرف‌اضافهٔ Je، می‌توان از حالتِ مفعولِ بی‌واسطه نیز، استفاده کرد.
15. از واژه‌هایی که بیگانه نامیده می‌شود، یعنی اکثریت زبان‌ها، آن را از یک منبعِ واحد اخذ کرده‌است، در اسپرانتو بدونِ تغییری در آن استفاده می‌شود، و فقط شکل املائیِ این زبان را به خود می‌گیرد؛ اما، برای واژه‌هایی که از یک ریشه‌اند، بهتر است تنها از واژه‌یِ بنیادی استفاده کرد و بدون تغییری در خودِ آن، بقیه‌یِ واژه‌ها را، طبق قواعد زبان اسپرانتو، از آن فرا ساخت.
16. حرف مصوتِ آخرِ اسامی و حرف تعریف، می‌تواند حذف گردد و به‌جای آن، آپوستروف قرار گیرد.